# 休·丹尼斯
休·丹尼斯（Peter Hugh Dennis，1962年2月13日—）是英國的一位喜劇演員、演員、作家和配音演員。他是BBC Two喜劇節目一周諷刺秀的固定來賓之一。丹尼斯的父親是約翰·丹尼斯主教，兄長是外交官及英國在台辦事處代表鄧元翰。